# Oreo
Oreo — печенье, состоящее из двух шоколадно-сахарных темно-коричневых коржиков-дисков и сладкой кремовой начинки между ними. В США выпускается кондитерской компанией Nabisco.
Печенье Oreo стало самым продаваемым и популярным печеньем в Соединённых Штатах Америки с момента начала его выпуска в 1912 году[прояснить].

## История

Печенье Oreo с оттиском торгового знака

### XX век
«Печенье Oreo» (англ. «Oreo Biscuit») было впервые разработано и произведено в 1912 году компанией National Biscuit Company (в настоящее время известной как Nabisco) на фабрике в Челси, одном из районов Манхэттена. Данный комплекс в настоящее время носит название Челси Маркет (англ. Chelsea Market) и находится на Девятой Авеню между 15-й и 16-й Улицами. Сегодня эта часть Девятой Авеню известна как «Oreo Way». Название Oreo было зарегистрировано в качестве торговой марки 14 марта 1912 года. Эта марка была создана в подражание марке печенья Hydrox, которое с 1908 года производила компания Sunshine.
Первоначально внешний вид печенья включал следующие элементы: орнамент в виде венка по краю и надпись «OREO» в центре. В США такое печенье продавалось по 25 центов за фунт в жестяных коробках с прозрачной стеклянной крышкой, которая в то время являлась нововведением.
В 1921 году «Печенье Oreo» переименовали в «Сэндвич Oreo» (англ. «Oreo Sandwich»). В 1924 году был разработан новый дизайн печенья. В 1920-х годах в США некоторое время выпускали печенье Oreo с лимонной начинкой, но оно было снято с производства. В 1948 году «Сэндвич Oreo» переименовали в «Oreo Крем Сэндвич» (англ. «Oreo Creme Sandwich»), а в 1974 году это название заменили на «Шоколадное печенье-сэндвич Oreo» (англ. «Oreo Chocolate Sandwich Cookie»).
Современный дизайн печенья Oreo был разработан в 1952 году Уильямом А. Тюрньером, включившим в оформление логотип компании Nabisco.
Современную начинку печенья Oreo разработал Сэм Порселло, главный специалист по пищевым технологиям в Nabisco. Порселло владел пятью патентами, которые имели прямое отношение к его работе над Oreo. Он также создал линию печенья Oreo, покрытого тёмным и белым шоколадом. Порселло ушел на пенсию в 1993 году.
В середине 1990-х годов в соответствии с санитарными требованиями компания Nabisco заменила при приготовлении начинки топлёный свиной жир на частично гидрогенизированное растительное масло.

### XXI век
С января 2006 года трансжиры в печенье Oreo были заменены на негидрогенизированное растительное масло.
В 2008 году компания Nabisco запустила маркетинговую программу, рекламируя печенье Oreo с помощью игры под названием «Double Stuf Racing League», сокращённо — DSRL (чемпионат по поеданию печенья Oreo, заключается в том, чтобы, опередив соперника, снять половинку двойного печенья, слизать крем-наполнитель, а затем съесть остальное с молоком). Игра была представлена за неделю до матча Супербоул XLII. Это соревнование поддержали братья-футболисты Пейтон и Илай Мэннинг. Сестры Винус и Серена Уильямс также присоединились и бросили вызов Мэннингам, их состязание было показано в рекламном ролике 18 января 2009 года. Позже была запущена рекламная кампания печенья «Золотистое двойное печенье Oreo» (англ. «Golden Double Stuf Oreo»), на этот раз братьям Мэннингам бросили вызов миллиардер Дональд Трамп и «Двойник Трампа» (англ. «Double Trump»), которого сыграл актёр-комик Даррел Хэммонд, это соревнование прошло 24 января 2010 года. Мэннинги выиграли оба состязания. Новая рекламная кампания вращается вокруг «Скрытой Угрозы» (англ. «Hooded Menace»), стремящейся захватить Double Stuf Racing League, и Илай Мэннинг вместе со Стафи (талисманом DSRL) нуждаются в помощи, этот ролик вышел в эфир 14 сентября 2010 года. Шесть дней спустя было объявлено, что Шакил О’Нил и Аполо Оно присоединились к DSRL наряду с Илаем Мэннингом и Винус Уильямс.
В апреле 2011 года Oreo объявил о выпуске особой партии печенья Oreo c голубой начинкой в рамках рекламной кампании вышедшего в этом году анимационного 3D фильма «Рио». Рекламная кампания предполагала наличие стикеров внутри каждой пачки печенья. Также были заявлены два конкурса по сбору целого альбома стикеров и выигрышу призов, включая поездку в Рио-де-Жанейро. Рекламная кампания закончилась 30 мая 2011 года, она проходила в Эквадоре, Перу и Колумбии.
В июне 2012 года бренд Oreo выпустил рекламу в поддержку месяца гей-прайда с изображением печенья Oreo с начинкой разных цветов радуги. На самом деле такое печенье не производилось и не поступало в продажу. Эта реклама вызвала ряд негативных отзывов, но компания Kraft поддержала её, заявив: «Концерн Kraft Foods гордится тем, что на протяжении всей своей истории он известен своим уважительным отношением к личностному многообразию и индивидуальным особенностям личности. Мы считаем, что реклама Oreo является интересным отражением наших ценностей». В течение 2012 года за рекламой гей-прайда последовала серия рекламных выпусков в честь других праздников и событий, включая печенье с красной, белой и синей начинкой Oreo в честь Дня взятия Бастилии, дорожку из крошек печенья как изображение метеоритного дождя Delta Aquarid и неровно надкушенное печенье в честь Недели акул.

## Этимология
Происхождение названия Oreo неизвестно, но существует множество теорий, включая образование от французского слова «золото» («Or»), так как изначально у печенья была золотистая упаковка, или от греческого слова «Oreo», означающего «красивый». Некоторые[кто?] считают, что печенье было названо Oreo из-за того, что это название короткое и просто произносится.

## Международная дистрибуция
Печенье Oreo продаётся по всему миру посредством множества инструментов реализации и маркетинга. В Великобритании с мая 2008 года вслед за снабжением печеньем Oreo (которое в Великобритании называется Oreo biscuits) сети супермаркетов Sainsbury’s компания Kraft решила полностью запустить продажу Oreo в Соединенном Королевстве, упаковав печенье в более привычные для британцев круглые пачки. Выпуск сопровождался рекламной кампанией на телевидении стоимостью в 4,5 миллиона фунтов стерлингов. Кампания основывалась на рекламном слогане «Поверни, лизни и макни» (англ. «twist, lick, dunk»). Недавно компания Kraft вступила в партнёрство с McDonald’s для реализации печенья Oreo McFlurry (которое уже в продаже во многих странах) через ряд ресторанов McDonald’s в рамках ежегодной рекламной кампании «Великие вкусы Америки» (англ. Great Tastes of America). В сети кафе общественного питания KFC в Великобритании также продавался напиток Krushem со вкусом Oreo. На британском сайте Oreo приводится список ингредиентов, несколько отличающийся от американского списка. В отличие от американской версии в британском печенье Oreo первоначально содержалась сухая сыворотка, поэтому такое печенье не подходило людям, не употребляющим молочные продукты. Поскольку сухую сыворотку получали из сыра, сделанного с использованием сычужного фермента из желудка телят, британское печенье Oreo также не подходило и вегетарианцам. 6 декабря 2011 года компания Kraft объявила о запуске производства печенья Oreo в Великобритании. Тогда для этого впервые была выбрана фабрика компании Cadbury в городе Шеффилд, графство Южный Йоркшир. Производство началось в мае 2013 года. С 2015 года печенье Oreo производится в России на фабрике «Большевик».

## Производство
Согласно заявлению Кима МакМиллера, заместителя директора по связям с потребителями, для производства печенья используется двухступенчатый процесс. Изначально с помощью ротационной формовочной машины для печенья тесту придают круглую форму, а затем помещают его в печь длиной 300 футов (примерно 91,5 м). Большая часть современной продукции Oreo производится на фабрике в Ричмонде, штат Вирджиния. Печенье Oreo для азиатского рынка производят в Пакистане, Индонезии, Индии и Китае. Печенье Oreo для Европы делают в Испании, на Украине, с сентября 2015 производится в России. Печенье Oreo, которое продаётся в Австралии, производят в Китае или Испании, в зависимости от вкуса. Канадский вариант включает кокосовое масло и продаётся только в этом регионе. Производство печенья Oreo в Пакистане началось в начале 2014 года на заводе компании Continental Biscuits Limited в городе Суккур при сотрудничестве между американской компанией Mondelēz International и компанией Continental Biscuits Limited в Пакистане.

## Виды
Традиционное печенье Oreo состоит из двух шоколадных дисков и прослойки между ними, однако за всю историю производства Oreo было выпущено множество других его разновидностей, и приведенный ниже список лишь дает представление о наиболее известных и недавних из них; некоторые из этих разновидностей можно найти только в определённых странах. В США наиболее известны следующие виды:

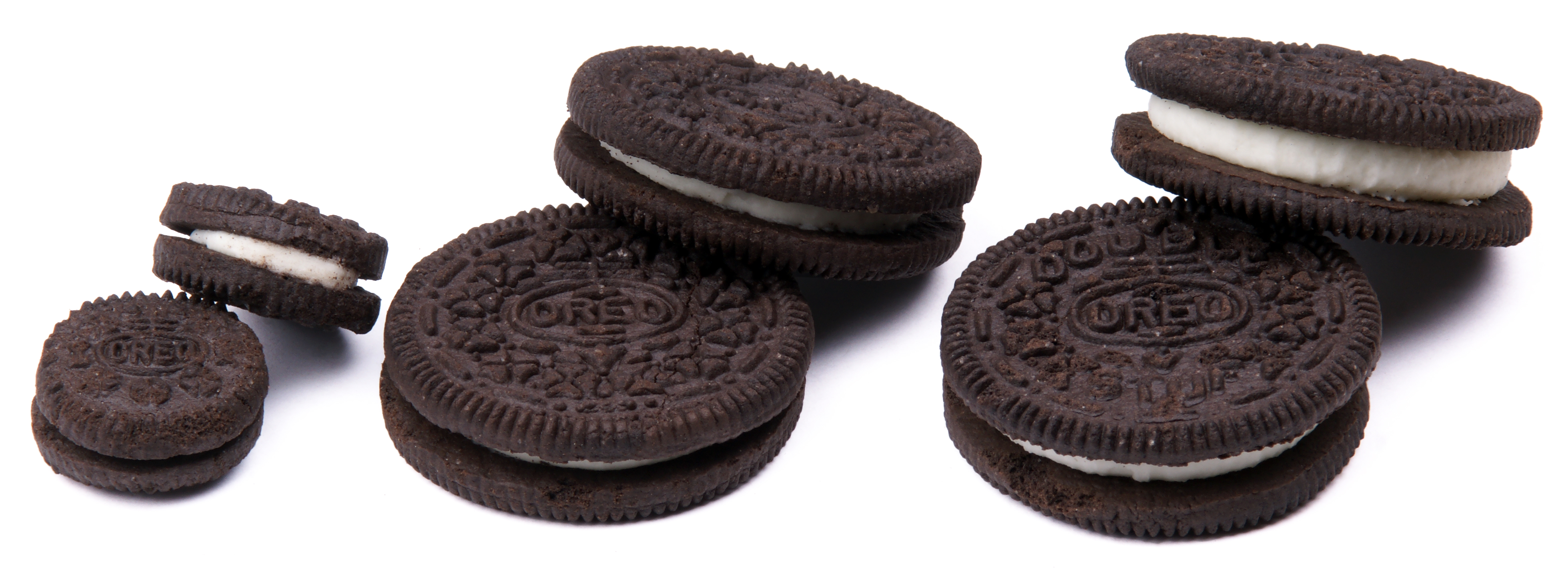
Разные размеры печенья Oreo: mini, обычный и двойной (Double Stuf)

### Другие формы
Печенье Double Stuf Oreo (выпускается с 1974 года) содержит примерно в два раза больше начинки из белого крема, чем обычное печенье Oreo.
Печенье Big Stuf Oreo (представлено в 1987 году) в несколько раз превышало размеры обычного печенья Oreo. Продавалось поштучно, каждое печенье содержало 250 калорий (1000 кДж) и 13 граммов жира. Производство Big Stuf Oreo было прекращено в 1991 году.
Печенье Mini Oreo — уменьшенная версия обычного печенья Oreo, первоначально запущено в производство в 1991 году. После снятия с производства в конце 1990-х годов Mini Oreo было снова выпущено в 2000 году наряду с переоформленным автомобилем Dodge Caravan 2001 в рамках совместной рекламной кампании с автомобильным концерном DaimlerChysler. Дизайн упаковки в 1990-х годах представлял собой миниатюрную версию применяемых в то время картонной коробки и лотка стандартного размера. Современная упаковка — это мешочек из алюминиевой фольги. Оригинальная и золотистая разновидности Mini Oreo, так же как и мини-версии другой продукции компании Nabisco (например, печенье Nutter Butter), продаются в выпускаемых компанией Nabisco закрытых стаканчиках, которые легко помещаются в подстаканники в автомобилях.
Печенье Triple Double Oreo было в продаже в США летом 2011 года и состояло из трёх дисков печенья и двух слоёв крема, одного ванильного и одного шоколадного.

### Другие вкусы
Шоколадное печенье Oreo
Печенье Strawberry Milkshake Oreo (Oreo «клубничный молочный коктейль») представлено в Канаде и продавалось в течение ограниченного периода времени в США, это печенье Oreo с клубничной начинкой.
Печенье Green Tea Oreo (Oreo с начинкой «зеленый чай») представлено в Китае и Японии.
Печенье Blueberry Ice Cream Oreo (Oreo с начинкой «черничное мороженое») было представлено в Сингапуре, Индонезии и Малайзии в 2010 году. Также мороженое продавалось в Таиланде и Китае.
Печенье Cool Mint Cream Oreo — это печенье Double Stuf Oreo с мятной начинкой.
Печенье Sugar Free Oreo (Oreo без сахара) представлено в 2006 году, его стоимость более чем в два раза превышала стоимость обычного печенья Oreo. В такое печенье входило очень малое количество сахара. В одном печенье содержалось, на 10 калорий меньше, на 0,5 граммов жира и на 450 % волокна больше, чем в обычном Oreo.
Печенье Reduced Fat Oreo (обезжиренное печенье Oreo) представлено в 2006 году, его стоимость равнялась стоимости обычного печенья Oreo, в него входило столько же сахара и столько же волокна, но в одном печенье Reduced Fat Oreo было на 35 % меньше жира и на 10 калорий меньше, чем в обычном печенье Oreo.
В весенний период, на Хэллоуин и Рождество выпускают специальную серию печенья Double Stuf Oreo c цветной глазурью, цвет которой (синий или жёлтый, оранжевый, а также красный или зелёный соответственно) отражает отмечаемый праздник. Также на одну сторону каждого сезонного печенья наносится рисунок с подходящим дизайном: цветы, бабочки и т. п. на весеннем печенье, фонарь из тыквы, призрак, кошка, стая летучих мышей и/или ведьма на метле на печенье в честь Хэллоуина.
Печенье Birthday Cake Oreo (печенье Oreo «торт ко дню рождения») было выпущено ограниченной партией в феврале — июле 2012 года в честь 100-летия Oreo, состояло из двух шоколадных дисков печенья Oreo с начинкой со вкусом праздничного торта и карамельной крошкой. В этом выпуске традиционный дизайн на одном из двух дисков печенья был заменён изображением праздничной свечи и словами «Oreo 100». Данный вкус был заново использован уже с двойным количеством кремовой начинки как в шоколадной, так и в золотистой разновидностях Oreo, только без надписи «Oreo 100».
Печенье Birthday cake Oreo — Fudge Dipped Vanilla (Oreo «торт ко дню рождения» — ваниль в сливочной помадке) было выпущено ограниченной партией в феврале — июле 2012 года в честь 100-летия Oreo, состояло из одного печенья Oreo с начинкой со вкусом праздничного торта и карамельной крошкой. Печенье и глазурь затем погружались в фадж (сливочную помадку), которая покрывала всё печенье полностью.
Вкус печенья Candy Corn Oreo связан с Хэллоуином. Это печенье состоит из двух золотистых дисков печенья Oreo с ароматизированной начинкой, наполовину жёлтой, наполовину оранжевой. Candy Corn Oreo было выпущено ограниченной партией в 2012 году, а затем и в 2013 году.
Печенье Watermelon Oreo выпущено ограниченной партией летом 2013 года, состояло из двух золотистых дисков Oreo с арбузной начинкой.
Печенье Banana Split Oreo выпущено ограниченной партией осенью 2013 года, состоит из одного золотистого печенья Oreo и одного шоколадного Oreo с широким слоем клубничной и банановой начинки.
Limeade Oreo представлено в 2014 году, состоит из двух ванильных дисков печенья с начинкой со вкусом лайма.

## Сленг
Термин «Oreo» используется как презрительное в отношении темнокожего человека, чей образ жизни и ценности не отличаются от образа жизни и взглядов белых, принадлежащих к истеблишменту, то есть который, как печенье, «снаружи чёрный, внутри белый»